# Jacob Venedey

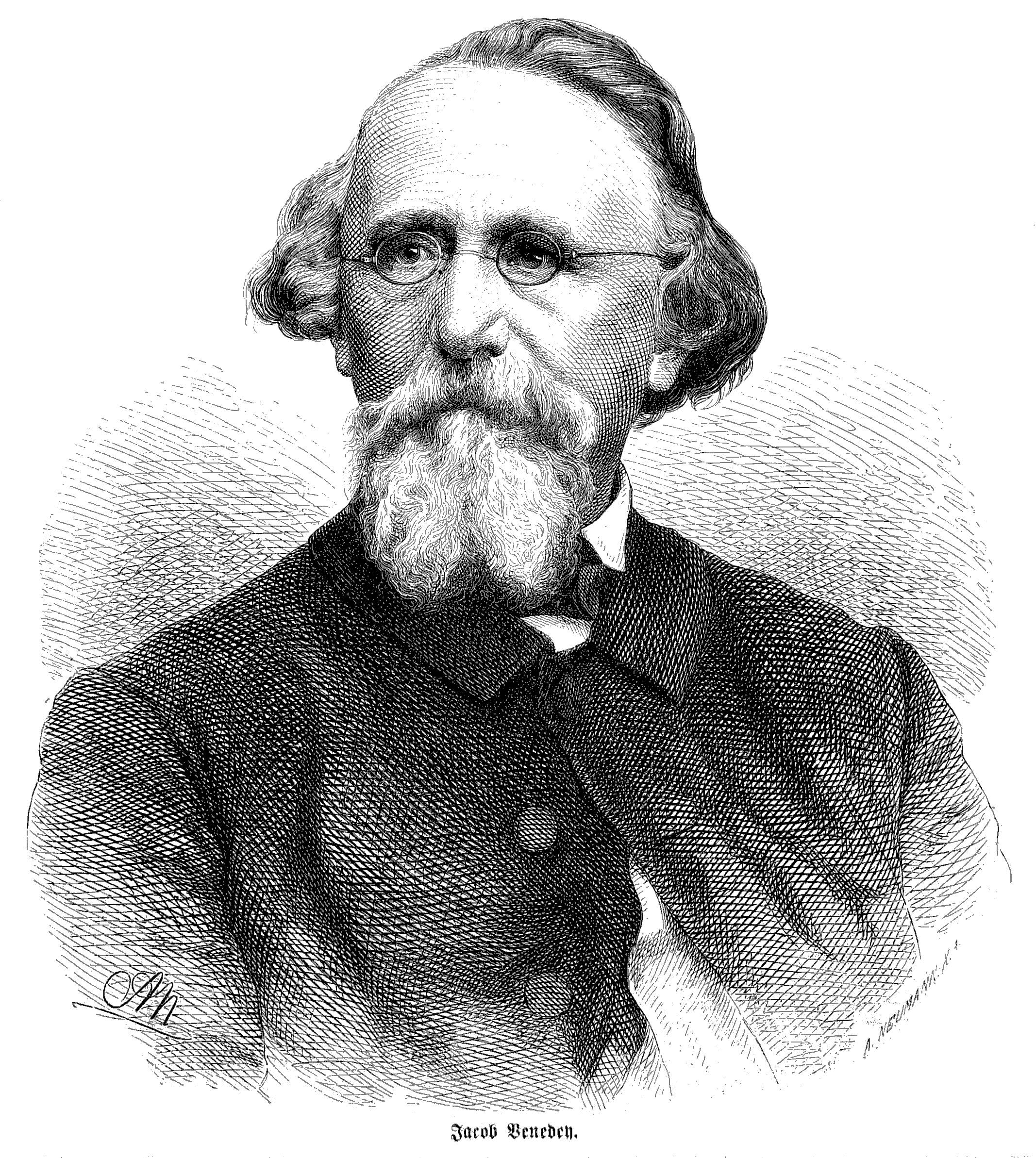
Jacob Venedey

Jacob Venedey, född 24 maj 1805 i Köln, död 8 februari 1871 i Oberweiler, var en tysk advokat, politiker och skriftställare.
Venedey väckte genom sina åsikter de styrandes misshag och flydde 1832 till Frankrike, varifrån han återvände under revolutionsåret 1848. Han tog samma år som ombud för Hessen-Homburg säte i Frankfurtparlamentet, där han var en av vänsterns ledare, och uppehöll sig därefter på olika orter i Schweiz och Tyskland. Han utgav bland annat resebeskrivningar och biografiska arbeten.